# 21499 Perillat
21499 Perillat è un asteroide della fascia principale. Scoperto nel 1998, presenta un'orbita caratterizzata da un semiasse maggiore pari a 2,4454804 UA e da un'eccentricità di 0,1232001, inclinata di 7,99135° rispetto all'eclittica.